# Río de aguas negras

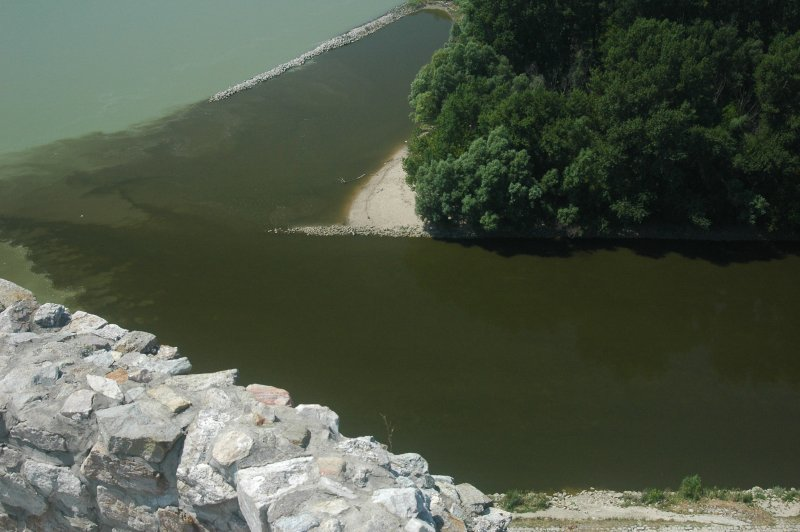
Confluencia del río Morava (de aguas negras) con el río Danubio (de aguas blancas).

Un río de aguas negras es aquel curso fluvial que lleva en disolución una gran cantidad de materia orgánica y apenas minerales, en contraposición a los ríos de aguas blancas. Sus aguas son claras y transparentes, pero la materia orgánica les confiere un color muy oscuro, marrón o negruzco, a causa de los taninos y compuestos fenólicos.
Suelen atravesar zonas de suelos pobres, con escasez de minerales, lo que hace que sus aguas sean pobres en nutrientes, y normalmente bastante ácidas. Esto suele acarrear una menor riqueza (menos diversidad y menos productividad) en los ecosistemas cercanos. Generalmente ocurren en zonas donde esos suelos han sido sometidos a una erosión intensiva durante largos períodos de tiempo y apenas quedan nutrientes en ellos.
La mayoría de los ríos de aguas negras se encuentran en zonas tropicales (como el río Negro o el Caroní), pero también se pueden encontrar en zonas templadas de todo el mundo.

## Importante
No debe confundirse el término con aguas residuales, error muy frecuente dada la costumbre de llamarlas "aguas negras".